# Godiva Chocolatier
Godiva Chocolatier is een chocoladefabrikant gevestigd in de Belgische hoofdstad Brussel. Het merk bevindt zich in het premiumsegment en is daar een van 's werelds toonaangevende merken. Het bedrijf was 40 jaar in handen van de Amerikaanse groep Campbell tot ze het in 2007 verkochten aan de Turkse voedingsproducent Yildiz Holding.

## Geschiedenis
De chocolatier Joseph Draps richtte Godiva op in 1926 met een winkel vlak bij de Grote Markt in het centrum van Brussel. De naam en het bedrijfslogo verwijzen naar de legende van Lady Godiva.
In 1958 werd de eerste buitenlandse vestiging geopend in Parijs. Na talloze verdere Europese uitbreidingen werd in 1966 de eerste Godiva-winkel in de VS geopend in Philadelphia en werd een fabriek in Reading in 1968 geopend. In 1972 opende de eerste vestiging in Azië in Tokio.
In 1966 nam Pepperidge Farm een meerderheid in Godiva over, wiens moederbedrijf Campbell de chocoladefabrikant later volledig overnam.
Op 20 december 2007 werd aangekondigd dat Godiva voor 850 miljoen dollar aan de Turkse Yıldız Holding is verkocht en opgenomen wordt in hun Ülker-groep.
Begin 2016 bracht Yıldız Holding haar dochterondernemingen in banket, snacks en zoetwaren United Biscuits, Godiva Chocolatier, DeMet's Candy Company en Ülker samen onder het dak van het nieuwe bedrijf Pladis, gevestigd in Hayes, VK.
In 2017 werd bekend dat Godiva zijn chocolade via de supermarktketens Albert Heijn en Sainsbury's ging verkopen. Daarnaast werd bekendgemaakt dat zij niet langer likeurpralines zou produceren.
In 2019 verkocht Godiva belangrijke Aziatische retail- en distributieactiviteiten aan een investeerder MBK Partners voor een bedrag van ruim 1 miljard euro om met de opbrengst een koffieketen vergelijkbaar met Starbucks op te bouwen. In de daaropvolgende zes jaar wil het aantal koffiebars laten groeien van 20 in 2019 tot zo'n 2.000 vestigingen.
In januari 2021 maakte Godiva bekend haar 129 Noord-Amerikaanse winkelvestigingen tegen eind maart te sluiten of te verkopen als gevolg van de teruggelopen verkopen via deze fysieke kanalen. Godiva blijft wel online actief en zal haar assortiment via supermarkten en speciaalzaken blijven verkopen.

## Producten
De kernactiviteit van Godiva zijn de pralines. Daarnaast bevat het assortiment ook chocoladerepen, warme chocolademelk, gebak, koffie, gekonfijt fruit en andere zoetwaren.

## Distributie
De producten worden aangeboden in meer dan 450 eigen winkels en - vooral in de Verenigde Staten - in tal van partnerwinkels. De vestigingen van Godiva bieden naast de voorverpakte en losse pralines ook andere producten aan. In sommige filialen worden sinds enige tijd ook drankjes geschonken. Partnerwinkels zoals supermarkten en warenhuizen hebben meestal een beperkt assortiment dat vaak alleen bestaat uit losse chocoladerepen.

## Kritiek
Volgens een studie van Stiftung Warentest was Godiva's melkchocolade zwaar vervuild met nikkel en tegelijkertijd het duurste product. Daarmee kreeg het een 'voldoende', de slechtste beoordeling van de 25 verschillende repen in de test.

## Trivia
In 2019 klaagde een man uit Amerika Godiva aan omdat op de verpakking pralines, die hij had gekocht, "België 1926" vermeld stond, terwijl de pralines die in Amerika verkocht worden, geproduceerd werden in Reading in de Verenigde Staten. Hij eiste een schadevergoeding van $77.000 omdat de verpakking misleidend zou zijn.